# Jenna

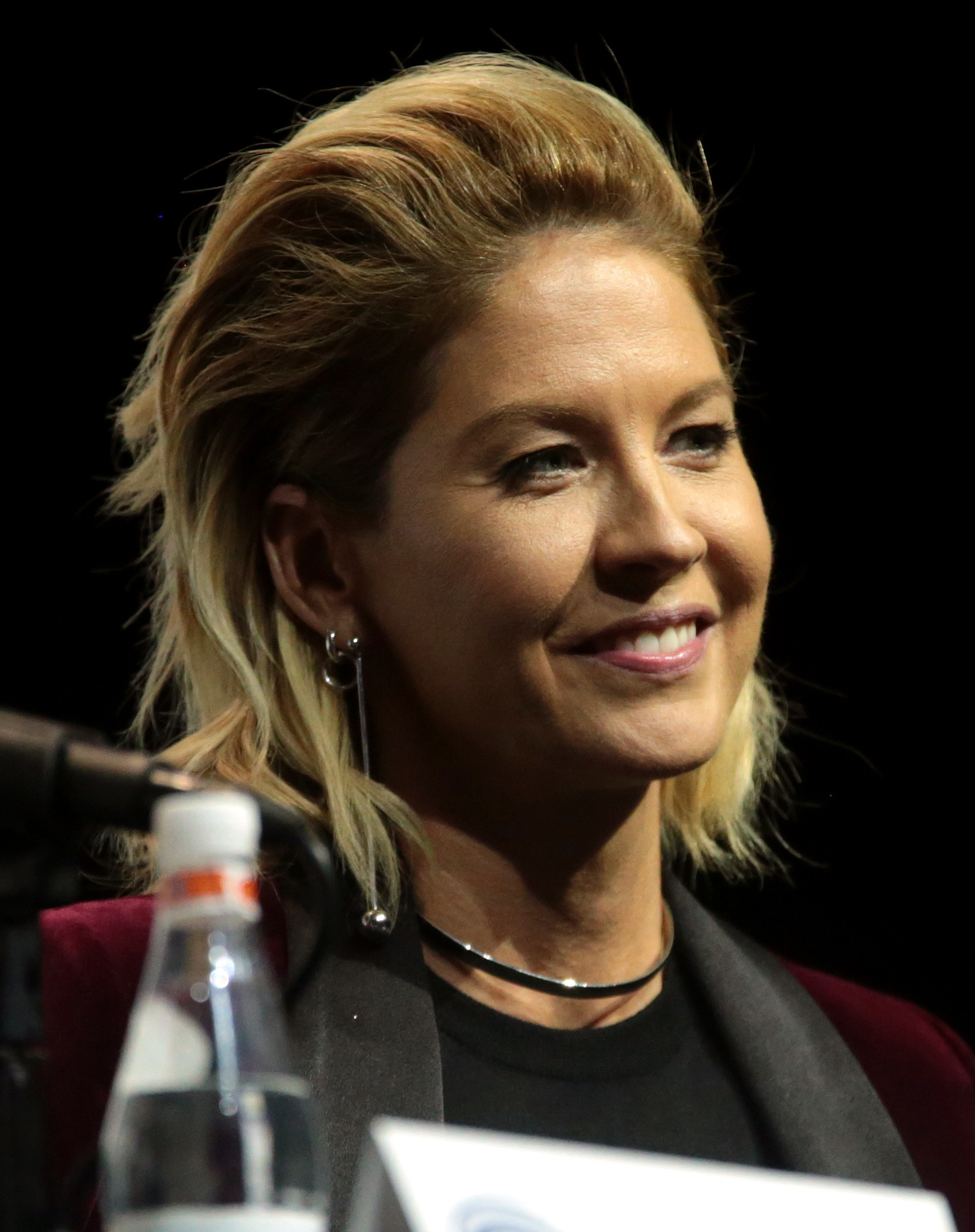
Jenna Elfman, 2018.

Jenna är ett kvinnonamn som ursprungligen är en kortform av Jenny och Johanna. Det används främst i engelsktalande länder. 
I den finlandssvenska namnsdagslängden har Jenna namnsdag 21 juli sedan 2015.

## Kända personer med namnet Jenna
- Jenna Bush, amerikansk lärare och presidentdotter
- Jenna Dewan, amerikansk skådespelare
- Jenna Elfman, amerikansk skådespelare
- Jenna Jameson, amerikansk porrstjärna